# 三根山隆司
三根山 宝國（みつねやま ほうこく、1922年2月7日 - 1989年8月15日）は、東京府北豊島郡南千住町（現：東京都荒川区）出身で高島部屋に所属した大相撲力士。本名は嶋村 嶋一（しまむら しまかず）。最高位は東大関。

## 来歴
1922年2月7日に東京府北豊島郡南千住町（現：東京都荒川区）で八百屋を営む一家に長男として生まれる。尋常小学校を卒業してからは嫌いながらも家業を手伝い、野菜を満載した荷車を曳いていたが、体格が大きいために梶棒の中に入れないので外から曳いていた。1936年のある日に清水川元吉・磐石熊太郎の一行が近所へ巡業に来た時に見に行くと、先に巡業会場へ到着していた高島から熱心に勧誘されたことで高島部屋へ入門した。
1937年5月場所に初土俵を踏むと、序二段で一度負け越しただけで順調に昇進し、吉葉山潤之輔・輝昇勝彦と共に「高島三羽烏」として注目され続けた。1944年1月場所に新入幕を果たすとこの場所を11勝4敗の好成績を挙げ、同年5月場所は照國萬藏・安藝ノ海節男から1つずつ金星を奪うなど、「大物食い」として評判になった。同年11月場所では再び照國から金星を奪って「照國キラー」ぶりを発揮すると、全勝優勝を目指した若瀬川泰二に黒星を付けて優勝の望みを打ち砕くなど、節目節目で活躍した。
その後は幕内上位から三役へ定着し、殊勲賞を5度受賞するなど「大物食い」として上位陣を散々苦しめていたが、第二次世界大戦の勤労奉仕と食糧不足から体重が40kg以上も落ち、力を存分に発揮できなかった。戦後は前田山英五郎から金星を奪って活躍し始めると、1951年に高島が亡くなったことで巴潟誠一が部屋を継承した頃から「疾風枯葉を巻く」と形容された寄りに磨きがかかり、1953年5月場所には関脇で12勝3敗の好成績を挙げ、場所後の大関昇進を決定させた。
1954年3月場所には12勝3敗ながら幕内最高優勝を遂げ、新横綱にもかかわらず全休した吉葉山の穴を埋める活躍を見せたが、この頃から坐骨神経痛・栄養失調などの病気や骨折・腰痛などのケガに悩まされるようになる。途中休場で角番を迎えた1955年5月場所は6勝9敗で負け越したことで大関からついに陥落したのに続いて、同年9月場所は坐骨神経痛で全休し、その後は三役に復帰できなかった。それでも引退せずに約4年の長きに渡って前頭に定着し、鏡里喜代治・千代の山雅信から金星を奪うなど、往年の「大物食い」の活躍を見せた。
1960年1月場所を最後に現役を引退し、年寄・熊ヶ谷を襲名した。最後の取組として同場所8日目に新入幕の大鵬幸喜との対戦が組まれたが、引退届を提出して大鵬に同日の不戦勝を与えた。引退後は「熊ヶ谷部屋」を創設して独立。1961年5月に巴潟が友綱に名跡変更したため、三根山が新たに高島を襲名し、出身の「高島部屋」の名称を引き継いだ。部屋を譲られた際には「今いる（旧高島部屋の）弟子は親方（元巴潟）が養成してきたもの。私は名跡だけを継いで、新しい高島部屋をつくっていきます」「私は部屋を一人前に育てるには最低10年とみている。関取を早く育てるのも大事なことだと思う。しかしそれよりも、じっくりと時間をかけて部屋のみんなが強くなっていったほうが楽しいんじゃないかな。関取が一人でも出たら部屋も活気づくと思うが、まずは基礎をしっかりと教え込むことですよ」と話していた。育成は弟子に付きっ切りで指導するほど熱心で、大受久晃を大関に、高望山大造を前頭まで育てたが、1982年に体調不良から部屋を閉鎖して熊ヶ谷部屋（高島部屋時代の後輩の芳野嶺元志が創設）へ弟子を移籍させ、1985年には日本相撲協会に廃業届を提出した。
最晩年は現役時代から続く数多くの病気・ケガの悪化によって都内の病院へ入院し、1989年8月15日に心筋梗塞で死去、67歳没。

## 人物
出足の鋭さと差し身の良さを生かし、相手力士の左右どちらか片方でも差せば一気に寄る取り口で、「疾風枯れ葉を巻く」と形容されて恐れられた。塩を撒く際に首を少し右に傾けながら撒くのが特徴で、人気があった。「人格随一」と称された誠実さと礼儀正しい土俵態度は他の力士から「模範」とされて尊敬も集めた。
幼少期に三根山に抱っこされた相撲ファンの女性の当時の感触に基づく証言によると、お世辞にも筋肉質とは言えない体質であったという。
戦前～戦後直後の横綱にとって、三根山は非常にやっかいな存在だった。羽黒山政司：3勝6敗、安藝ノ海節男：1勝2敗、照國萬藏：8勝9敗、前田山英五郎：3勝5敗、東富士欽壹：8勝15敗、千代の山雅信：9勝16敗、鏡里喜代治：8勝18敗と、いずれも負け越していながら金星は9個奪っている。一方で当初は分が良かった栃錦清隆には最後に14連敗（通算10勝19敗）、若乃花幹士には10連敗（通算11勝15敗）を喫しているなど、この2人には歯が立たなかった。

## エピソード
- 稽古熱心であることから上位の力士に可愛がられた。1941年の真夏のある日、金沢の巡業で男女ノ川登三・双葉山定次・羽黒山政司・前田山英五郎から連続80番もの猛稽古を付けられ、猛暑による疲労も重なって途中から目の前が真っ暗になり、生きた心地がしなかったという。
- 引退後に毎日放送（出演当時はNET=現・テレビ朝日系列で放送）のクイズ番組「アップダウンクイズ」に出演したが、体重が余りにも重かったためにゴンドラが上昇しないトラブルが発生した。この一件が、番組で使用するゴンドラ更新のきっかけとなった[5]。
- 現役時代から様々な病気・ケガに悩まされた。主な症状としては栄養失調・鼻炎・扁桃腺炎・足指関節骨折・足首関節骨折・腰痛・腎臓疾患・脚気・糖尿病・心臓疾患・肝臓疾患・心臓脚気・坐骨神経痛・高血圧が挙げられ、合計で20種類近くの傷病を抱えていることから「総合病院」という渾名まで付いた。

## 主な成績

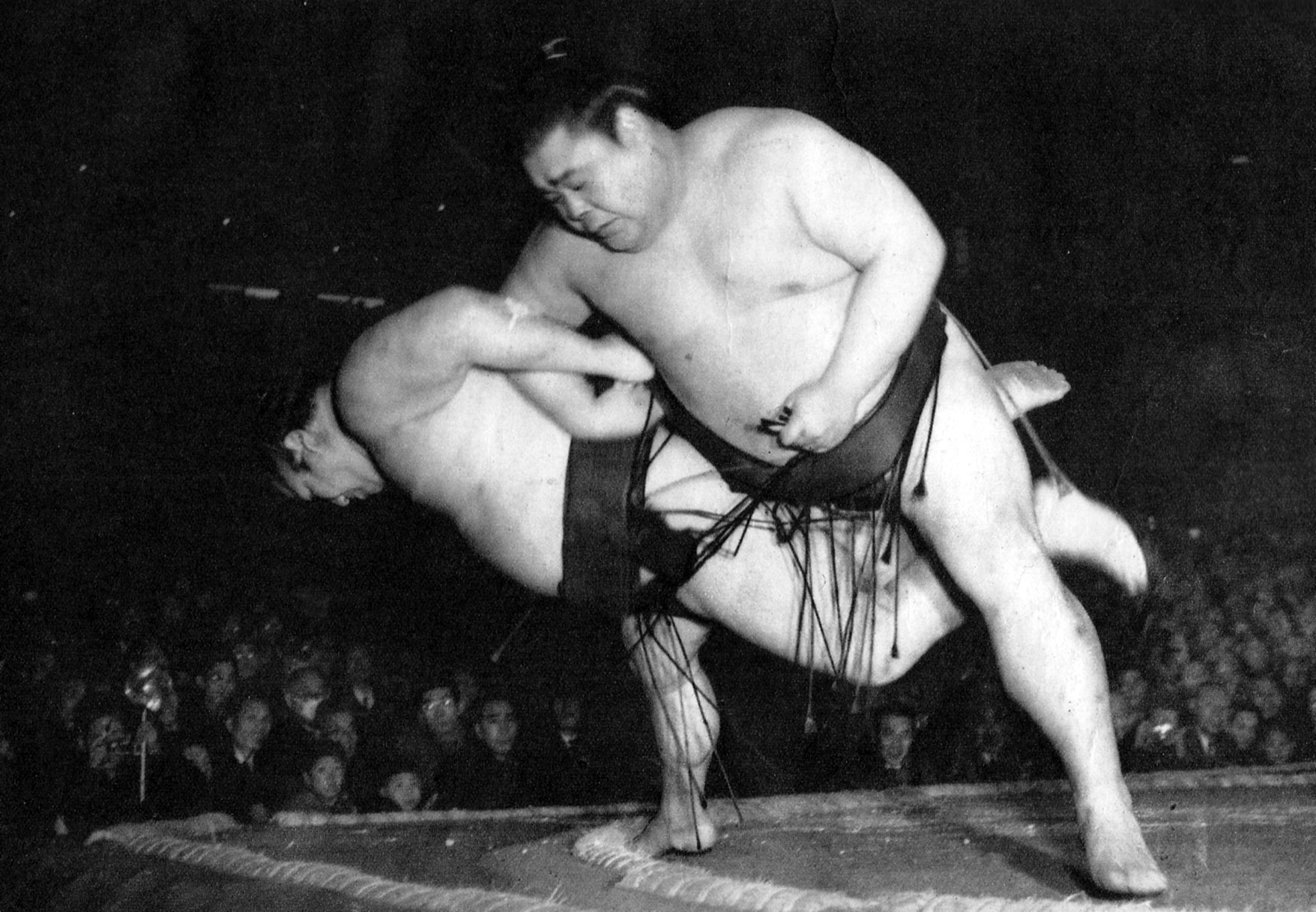
三根山が上手投げで名寄岩を下した瞬間（1953年1月17日・初場所8日目）

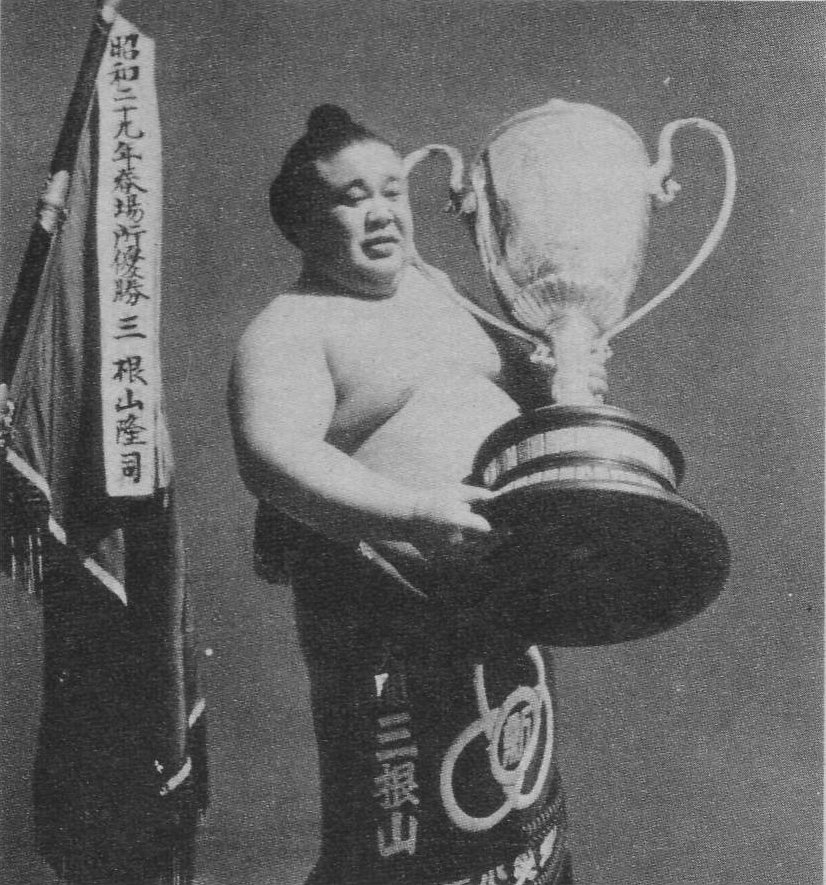
1954年3月場所で優勝し、賜杯を抱く三根山

- 通算成績：479勝389敗35休 勝率.552
- 幕内成績：407勝354敗35休 勝率.535
- 大関成績：63勝52敗5休 勝率.548
- 現役在位：69場所
- 幕内在位：56場所
- 大関在位：8場所
- 三役在位：16場所（関脇10場所、小結6場所）
- 各段優勝
  - 幕内最高優勝：1回（1954年3月場所）
  - 十両優勝：1回（1943年5月場所）
  - 三段目優勝：1回（1940年5月場所）
- 三賞：7回
  - 殊勲賞：5回（1949年1月場所、1951年1月場所、1951年9月場所、1952年5月場所、1953年5月場所）[1]
  - 敢闘賞：2回（1953年3月場所、1956年9月場所）
- 金星9個（安藝ノ海節男1個、照國萬藏3個、前田山英五郎1個、東富士欽壹1個、千代の山雅信1個、鏡里喜代治2個）
- 優勝旗手：1回（1946年11月場所）

### 場所別成績
| | 一月場所 初場所（東京） | 三月場所 春場所（大阪） | 五月場所 夏場所（東京） | 七月場所 名古屋場所（愛知） | 九月場所 秋場所（東京） | 十一月場所 九州場所（福岡） |
| --- | ----------------------- | ----------------------- | ----------------------- | --------------------------- | ----------------------- | --------------------------- |
| 1937年 （昭和12年） | x                       | x                       | （前相撲）              | x                           | x                       | x                           |
| 1938年 （昭和13年） | （前相撲）              | x                       | 西序ノ口18枚目 4–3      | x                           | x                       | x                           |
| 1939年 （昭和14年） | 西序二段28枚目 2–5      | x                       | 東序二段50枚目 6–2      | x                           | x                       | x                           |
| 1940年 （昭和15年） | 西序二段筆頭 5–3        | x                       | 西三段目33枚目 優勝 8–0 | x                           | x                       | x                           |
| 1941年 （昭和16年） | 西幕下28枚目 6–2        | x                       | 西幕下13枚目 5–3        | x                           | x                       | x                           |
| 1942年 （昭和17年） | 西幕下7枚目 5–3         | x                       | 西十両13枚目 9–6        | x                           | x                       | x                           |
| 1943年 （昭和18年） | 東十両8枚目 9–6         | x                       | 東十両3枚目 優勝 13–2   | x                           | x                       | x                           |
| 1944年 （昭和19年） | 西前頭12枚目 11–4       | x                       | 東前頭4枚目 7–3 ★       | x                           | x                       | 東前頭筆頭 6–4 ★            |
| 1945年 （昭和20年） | x                       | x                       | 西小結 1–6              | x                           | x                       | 西前頭6枚目 3–7             |
| 1946年 （昭和21年） | x                       | x                       | 国技館修理 のため中止   | x                           | x                       | 西前頭10枚目 11–2 旗手      |
| 1947年 （昭和22年） | x                       | x                       | 東張出小結 4–5–1        | x                           | x                       | 東前頭2枚目 8–3 ★           |
| 1948年 （昭和23年） | x                       | x                       | 西小結 7–4              | x                           | x                       | 東関脇 4–7                  |
| 1949年 （昭和24年） | 東前頭2枚目 9–4 殊★     | x                       | 西小結 6–8–1            | x                           | 西前頭筆頭 8–7          | x                           |
| 1950年 （昭和25年） | 西関脇 3–6–6            | x                       | 東前頭2枚目 8–7 ★       | x                           | 東小結 11–4             | x                           |
| 1951年 （昭和26年） | 東張出関脇 13–2 殊      | x                       | 東関脇 7–8              | x                           | 東張出関脇 11–4 殊      | x                           |
| 1952年 （昭和27年） | 東関脇 8–7              | x                       | 西関脇 11–4 殊          | x                           | 東関脇 6–9              | x                           |
| 1953年 （昭和28年） | 西張出小結 10–5         | 東張出関脇 11–4 敢      | 東関脇 12–3 殊          | x                           | 東張出大関 8–7          | x                           |
| 1954年 （昭和29年） | 東張出大関 10–5         | 東大関 12–3             | 東大関 10–5             | x                           | 西大関 5–10             | x                           |
| 1955年 （昭和30年） | 東大関 9–6              | 東大関 3–7–5            | 西大関 6–9              | x                           | 東張出関脇 休場 0–0–15  | x                           |
| 1956年 （昭和31年） | 東前頭2枚目 4–11        | 西前頭6枚目 5–10        | 東前頭13枚目 9–6        | x                           | 西前頭10枚目 10–5 敢    | x                           |
| 1957年 （昭和32年） | 東前頭2枚目 7–8 ★       | 東前頭3枚目 5–10        | 東前頭6枚目 9–6 ★       | x                           | 東前頭2枚目 6–9 ★       | 西前頭3枚目 5–10            |
| 1958年 （昭和33年） | 東前頭8枚目 5–10        | 東前頭14枚目 10–5       | 西前頭7枚目 10–5        | 東前頭2枚目 7–8             | 西前頭3枚目 6–9         | 東前頭5枚目 7–8             |
| 1959年 （昭和34年） | 東前頭6枚目 6–9         | 東前頭8枚目 7–8         | 西前頭9枚目 7–8         | 西前頭10枚目 8–7            | 東前頭9枚目 9–6         | 東前頭3枚目 2–13            |
| 1960年 （昭和35年） | 東前頭13枚目 引退 4–4–7 | x                       | x                       | x                           | x                       | x                           |
| 各欄の数字は、「勝ち-負け-休場」を示す。 優勝 引退 休場 十両 幕下 三賞：敢=敢闘賞、殊=殊勲賞、技=技能賞 その他：★=金星 番付階級：幕内 - 十両 - 幕下 - 三段目 - 序二段 - 序ノ口 幕内序列：横綱 - 大関 - 関脇 - 小結 - 前頭（「#数字」は各位内の序列） |                         |                         |                         |                             |                         |                             |

### 幕内対戦成績
| 愛知山   | 0    | 1  | 青ノ里         | 2  | 2    | 安藝ノ海       | 1     | 2    | 朝汐(米川)   | 10    | 10    |  |  |  |
| 東富士   | 8    | 14 | 愛宕山         | 1  | 1    | 綾昇           | 1     | 0    | 安念山       | 3     | 8     |  |  |  |
| 泉洋     | 4    | 1  | 五ツ海         | 6  | 1    | 岩風           | 3     | 2    | 因州山       | 1     | 0     |  |  |  |
| 及川     | 2    | 1  | 大内山         | 13 | 6(1) | 大瀬川         | 2     | 1    | 大起         | 12    | 2     |  |  |  |
| 大昇     | 2    | 1  | 大ノ森         | 1  | 0    | 大晃           | 5     | 4    | 小城ノ花     | 1     | 4     |  |  |  |
| 小野錦   | 1    | 0  | 大蛇潟         | 4  | 0    | 海山           | 3     | 4    | 鏡里         | 8     | 18(1) |  |  |  |
| 笠置山   | 1    | 0  | 鹿嶋洋         | 3  | 0    | 柏戸           | 0     | 2    | 金ノ花       | 1     | 1     |  |  |  |
| 神風     | 2    | 1  | 北の洋         | 8  | 8    | 北葉山         | 0     | 1    | 清恵波       | 1     | 0     |  |  |  |
| 清美川   | 3    | 0  | 鬼竜川         | 2  | 1    | 九州錦         | 1     | 0    | 国登         | 7     | 4     |  |  |  |
| 鯉ノ勢   | 1    | 0  | 高津山         | 2  | 0    | 琴ヶ濱         | 3     | 10   | 琴錦         | 7     | 2     |  |  |  |
| 佐賀ノ花 | 7    | 4  | 相模川         | 2  | 1    | 櫻錦           | 8     | 1    | 潮錦         | 7     | 0     |  |  |  |
| 汐ノ海   | 3    | 10 | 信夫山         | 10 | 7    | 嶋錦           | 3     | 2    | 清水川       | 9     | 5     |  |  |  |
| 信州山   | 1    | 1  | 神東山         | 1  | 0    | 大鵬           | 0     | 1(1) | 高錦         | 1     | 0     |  |  |  |
| 玉乃海   | 5    | 8  | 玉響           | 1  | 1    | 千代の山       | 9     | 16   | 常錦         | 1     | 0     |  |  |  |
| 常ノ山   | 2    | 0  | 鶴ヶ嶺         | 6  | 2    | 照國           | 8(1)  | 9    | 出羽錦       | 16    | 12    |  |  |  |
| 出羽ノ花 | 1    | 0  | 出羽湊         | 0  | 1    | 出羽湊         | 2     | 0    | 十勝岩       | 2     | 0     |  |  |  |
| 時津山   | 8    | 12 | 時錦           | 6  | 2    | 栃錦           | 10    | 19   | 栃光         | 3     | 10    |  |  |  |
| 豊嶋     | 1    | 1  | 名寄岩         | 8  | 1    | 鳴門海         | 4     | 3    | 成山         | 5     | 8     |  |  |  |
| 白龍山   | 0    | 1  | 羽黒山         | 3  | 6    | 羽嶋山         | 14(1) | 5    | 肥州山       | 1     | 1     |  |  |  |
| 備州山   | 8    | 3  | 平鹿川         | 1  | 0    | 広瀬川         | 3     | 0    | 福田山       | 0     | 1     |  |  |  |
| 福ノ海   | 2    | 0  | 房錦           | 1  | 3    | 冨士錦         | 0     | 2    | 二瀬川       | 1     | 0     |  |  |  |
| 二瀬山   | 3    | 0  | 双ツ龍         | 6  | 8    | 不動岩         | 2     | 0    | 星甲         | 1     | 2     |  |  |  |
| 前田山   | 3(1) | 5  | 前ノ山(醍醐山) | 1  | 0    | 前ノ山(佐田岬) | 2     | 0    | 増井山       | 2     | 9     |  |  |  |
| 松登     | 10   | 8  | 宮錦           | 4  | 2    | 八方山         | 4     | 1    | 八染         | 0     | 1     |  |  |  |
| 吉井山   | 2    | 0  | 力道山         | 3  | 3    | 若潮           | 0     | 1    | 若瀬川       | 10(1) | 6(1)  |  |  |  |
| 若秩父   | 1    | 1  | 若ノ海         | 7  | 3    | 若乃國         | 1     | 0    | 若乃花(初代) | 11    | 15    |  |  |  |
| 若羽黒   | 2    | 5  | 若葉山         | 9  | 5    | 若前田         | 0     | 7    | 若三杉       | 3     | 0     |  |  |  |

## 改名歴
- 三根山 耕司（みつねやま こうじ）：1937年5月場所-1952年9月場所
- 三根山 隆司（みつねやま たかし）：1953年1月場所-1958年7月場所
- 三根山 繼司（みつねやま けいじ）：1958年9月場所-1959年5月場所
- 三根山 宝國（みつねやま ほうこく）：1959年7月場所-1960年1月場所

## 年寄変遷
- 熊ヶ谷 宝國（くまがたに ほうこく）：1960年1月場所 - 1960年7月場所
- 熊ヶ谷 紀行（ - よしゆき）：1960年7月場所 - 1961年5月場所
- 高嶋 啓輔（たかしま けいすけ）：1961年5月場所 - 1961年12月場所
- 高嶋 敬輔（読み同上）：1962年1月場所 - 1962年3月場所
- 高嶋 啓輔（読み同上）：1962年3月場所 - 1965年3月場所
- 高嶋 啓嗣（たかしま けいし）：1965年3月場所 - 1969年7月場所
- 高嶋 利匡（ - としただ）：1969年7月場所 - 1985年1月場所（廃業）